# Bostrychia olivacea
El ibis oliváceo (Bostrychia olivacea) es una especie de ave pelecaniforme de la familia Threskiornithidae nativo de los bosques tropicales de llanura del África occidental y central, así como de los bosques tropicales montañosos de Tanzania y Kenia. 

## Taxonomía
Tradicionalmente, esta especie ha sido incluida dentro de los géneros Geronticus, Comatibis y Harpripion antes de acabar clasificada en el género Bostrychia. Está emparentado con el Ibis crestado de Madagascar (Lophotibis cristata) y con los ibis del género Geronticus. Debido al aislamiento de sus poblaciones se reconocen cuatro subespecies: 
- B. o. olivacea (Du Bus de Gisignies, 1838) - vive en Liberia, Sierra Leona y Costa de Marfil.
- B. o. rothschildi (Bannerman, 1919) - de Isla de Príncipe.
- B. o. cupreipennis (Reichenow, 1903) - Camerún, Gabón, Congo y República Democrática del Congo.
- B. o. akeleyorum (Chapman, 1912) - vive en las montañas de Kenia y Tanzania.

El Ibis de Santo Tomé fue considerada hasta hace poco como otra subespecie del ibis oliváceo, sin embargo el hecho de ser más pequeño y presentar diferencias morfológicas llevaron a los autores a considerarlo como una especie propia.

## Descripción
Las medidas de esta especie varían mucho dependiendo de la subespecie. De media, alcanza unos 65-75 cm de longitud y el pico mide unos 9.5 cm. B. o. cupreipennis y rothschildi son aparentemente de un tamaño parecido, olivacea es un poco más grande y akleyorum es la subespecie más grande y también la que tiene el pico más largo.
El plumaje es de color marrón oscuro en la mayor parte del cuerpo con toques iridiscentes en verde y bronce. La cabeza y el cuello también son marrones y presenta una raya pálida debajo del ojo. La cara alrededor del ojo es negro azulado y el pico es rojo coral. Las plumas de la cola son azul oscuro y la espalda y las alas son de un bronce verdoso. El color se las patas se han descrito de varios colores lo que puede deberse a que los diferentes ejemplares observados se encontraran en diferentes etapas de reproducción. Tiene una cresta marrón distintiva que es púrpura cerca del cuello y lo distingue de otros ibis similares como el Ibis hadada o el Ibis moteado. Esta cresta no se suele ver en vuelo debido a que vuela con el cuello extendido.

## Distribución y hábitat
Está ampliamente distribuido en África, encontrándose en dos zonas amplias en África Occidental y en África Central y en pequeños parches en Congo, República Democrática del Congo, Kenia, y Tanzania.
Habita en bosques tropicales densos de llanura, mostrando preferencia por aquellos con poca maleza y con grandes árboles que tengan ramas despejadas para posarse. Se alimenta en claros y bosques abiertos, también en áreas pantanosas o humedales. Pueden encontrarse también a lo largo de arroyos y ríos, en bosques pantanosos y manglares. En la parte oriental del área de extensión el ibis oliváceo ocupa bosques tropicales montanos hasta los 3.700 m de altitud en Kenia y Tanzania.

## Comportamiento
El ibis oliváceo es mayormente sedentario aunque puede migrar cortas distancias en periodos de extrema sequía. Se reproduce en parejas solitarias y generalmente se alimenta solo, en parejas o en pequeñas bandadas de 5 a 12 individuos, descansando de noche en los árboles.
Se alimenta de insectos como escarabajos, larvas y caracoles. También se alimenta de ciempiés, vegetación del suelo forestal y serpientes. Se alimenta individualmente, en parejas o en bandadas en áreas densamente boscosas a lo largo de ríos y arroyos, pero también en manglares, pantanos, y humedales. Por la noche, se posa preferentemente en las copas de grandes árboles muertos y probablemente usa los mismos diariamente. Aparentemente usa las mismas rutas diariamente para volar entre los lugares de descanso y alimentación. 
Este ibis se reproduce en parejas solitario. Los únicos registros que se conocen proceden del África oriental. Parece ser que anida cerca de lugares con masas de agua, construyendo un nido entre las ramas de un árbol hasta 7,5 m por encima del suelo . El nido no parece muy estable teniendo en cuenta el tamaño del ave pues lo construye sobre ramas delgadas y no muy firmes. Ambos progenitores buscan las ramitas muertas y la materia vegetal para construir el nido. Parece que la temporada de cría se extiende entre junio y agosto. La nidada consiste en tres huevos moteados de color verdoso. Las crías nacen cubiertas con un plumón negro parduzco uniforme salvo en la zona facial que permanece sin plumas incluso en la etapa adulta. Las crías también carecen de la cresta de la parte posterior del cuello.

## Conservación
La UICN clasifica a esta especie como preocupación menor debido a la extensión de su área de distribución, sin embargo, la población tiene una tendencia decreciente y  se estima que quedan en libertad entre 3.000 y 45.000 ejemplares maduros. Los principales peligros a los que se enfrenta son la destrucción de sus hábitats y la caza. La subespecie rothschildi de la Isla de Príncipe se consideró extinta a principios del siglo XX. Sin embargo, hubo un avistamiento en 1991 y se cree que un pequeño grupo sigue habitando la isla.